# Logan Thompson
Logan Thompson (* 25. Februar 1997 in Calgary, Alberta) ist ein kanadischer Eishockeytorwart, der seit Juni 2024 bei den Washington Capitals in der National Hockey League (NHL) unter Vertrag steht. Zuvor war er drei Jahre für die Vegas Golden Knights aktiv, mit denen er in den Playoffs 2023 den Stanley Cup gewann.

## Karriere

### Jugend
Logan Thompson wurde in Calgary geboren und spielte bis 2014 in regionalen Juniorenligen. Zur Saison 2014/15 wechselte er in die Western Hockey League (WHL) zu den Brandon Wheat Kings, wobei es ihm in vier Einsätzen nicht gelang, sich dort zu etablieren. Demzufolge verbrachte er den Großteil des Spieljahres bei den Grande Prairie Storm in der Alberta Junior Hockey League (AJHL), die sich im kanadischen Ligensystem einen Rang unterhalb der WHL befindet. Ab der Saison 2015/16 kam der Kanadier regelmäßig für die Wheat Kings zum Einsatz und gewann mit diesen prompt die WHL-Playoffs um den Ed Chynoweth Cup, wobei er als Backup von Jordan Papirny fungierte. Zur Spielzeit 2016/17 stieg er zum Stammtorwart in Brandon auf, wobei er seine persönliche Statistik kontinuierlich verbesserte. In seinem vierten und letzten WHL-Jahr kam er auf drei Shutouts und eine Fangquote von 90,8 % in 55 Einsätzen, sodass man ihn im WHL East Second All-Star Team berücksichtigte.

### Profibereich

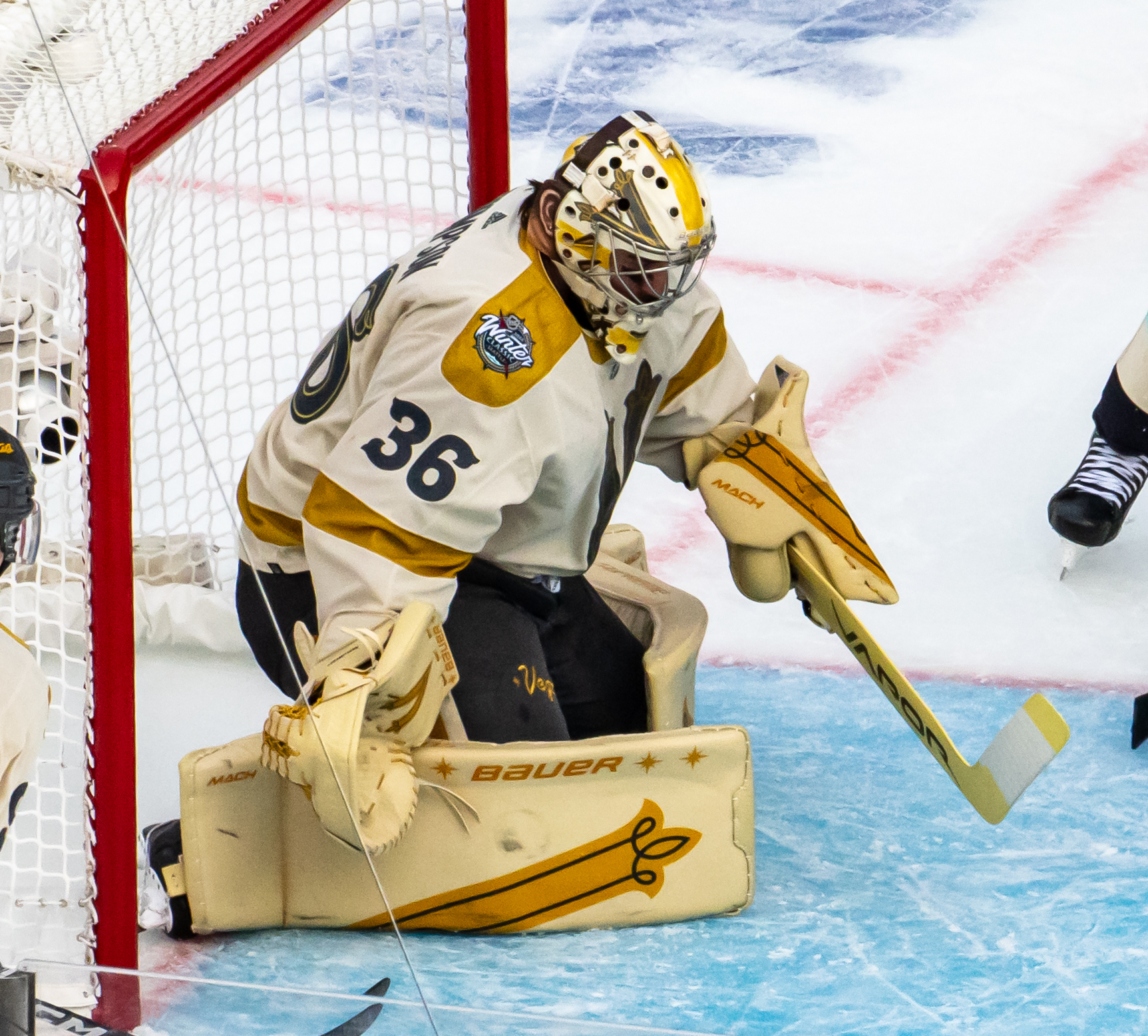
Thompson beim NHL Winter Classic 2024

Anschließend wechselte Thompson an die Brock University und spielte für deren „Badgers“ für ein Jahr im System von U Sports, dem kanadischen Universitätssportbetrieb. Ohne in einem NHL Entry Draft berücksichtigt worden zu sein, kam er im Frühjahr 2019 zu seinen ersten Profieinsätzen, als er jeweils auf Probe von den Adirondack Thunder aus der ECHL sowie den Binghamton Devils aus der American Hockey League (AHL) angestellt wurde. Im Mai 2019 verpflichteten ihn die Hershey Bears aus der AHL fest für die Saison 2019/20, in der der Kanadier allerdings ausschließlich für deren Farmteam in der ECHL zum Einsatz kam, die South Carolina Stingrays. Mit einer Fangquote von 92,9 % und einem Gegentorschnitt von 2,25 empfahl er sich für einen Vertrag in der National Hockey League (NHL), sodass die Vegas Golden Knights ihn im Juli 2020 mit einem Einstiegsvertrag ausstatteten.
Auch dort kam Thompson erwartungsgemäß vorerst beim AHL-Farmteam zum Einsatz, den Henderson Silver Knights, bei denen er mit einem Gegentorschnitt von 1,96 und einer Fangquote von 94,3 % eine herausragende Saison spielte. Demzufolge zeichnete man ihn mit dem Aldege „Baz“ Bastien Memorial Award als besten Torhüter der Liga aus und wählte ihn zudem ins Pacific Division All-Star Team sowie ins AHL All-Rookie Team. Parallel dazu hatte er im März 2021 sein Debüt für die Golden Knights in der NHL gegeben, wobei es vorerst bei einem Einsatz blieb. Bereits in der Folgesaison 2021/22 kam er in etwa gleichen Teilen in AHL und NHL zu Einsatzzeit, wobei er letztlich in 19 NHL-Partien auf dem Eis stand. Zur Spielzeit 2022/23 etablierte er sich schließlich in Vegas’ NHL-Aufgebot, wobei er, auch durch Verletzungen seiner Kollegen Adin Hill und Laurent Brossoit, mit 37 Partien den Großteil der Spiele der Hauptrunde bestritt. Dabei wählte man ihn zum NHL-Rookie des Monats November und lud ihn zum NHL All-Star Game 2023 ein, bevor er jedoch selbst verletzungsbedingt ausfiel und am folgenden Stanley-Cup-Sieg in den Playoffs 2023 keine direkte Beteiligung hatte. Auf der Trophäe selbst wurde er dennoch verewigt, aufgrund der Anzahl der absolvierten Spiele in der regulären Saison.
Nach drei Jahren in Las Vegas wurde Thompson im Juni 2024 an die Washington Capitals abgegeben, die im Gegenzug je ein Drittrunden-Wahlrecht in den NHL Entry Drafts 2024 und 2025 zu den Golden Knights sandten.

### International
Auf internationaler Ebene kam Thompson in den kanadischen Juniorennationalmannschaften nicht zum Einsatz. Für die kanadische A-Nationalmannschaft debütierte er im Rahmen der Weltmeisterschaft 2022, kam hinter Chris Driedger zu vier Einsätzen und gewann mit dem Team die Silbermedaille.

## Erfolge und Auszeichnungen
| - 2016 Ed-Chynoweth-Cup-Gewinn mit den Brandon Wheat Kings - 2018 WHL East Second All-Star Team - 2021 Aldege „Baz“ Bastien Memorial Award - 2021 AHL Pacific Division All-Star Team | - 2021 AHL All-Rookie Team - 2022 NHL-Rookie des Monats November - 2023 Teilnahme am NHL All-Star Game - 2023 Stanley-Cup-Gewinn mit den Vegas Golden Knights |

### International
- 2022 Silbermedaille bei der Weltmeisterschaft

## Karrierestatistik
Stand: Ende der Saison 2024/25

### International
Vertrat Kanada bei:
- Weltmeisterschaft 2022

(Legende zur Torhüterstatistik: GP oder Sp = Spiele insgesamt; W oder S = Siege; L oder N = Niederlagen; T oder U oder OT = Unentschieden oder Overtime- bzw. Shootout-Niederlage; Min. = Minuten; SOG oder SaT = Schüsse aufs Tor; GA oder GT = Gegentore; SO = Shutouts; GAA oder GTS = Gegentorschnitt; Sv% oder SVS% = Fangquote; EN = Empty Net Goal; 1 Play-downs/Relegation; Kursiv: Statistik nicht vollständig)